# Мур, Тревор (комик)
Тре́вор Мур (англ. Trevor Moore, 4 апреля 1980, Шарлотсвилл, Виргиния, США — 6 августа 2021) — американский актёр, комик, сценарист, режиссёр, продюсер и музыкант.

## Биография
Мур родился в Шарлотсвилле, штат Виргиния. Его родители Микки и Бекки Мур в 1980-х годах были успешными христианскими певцами фолк-рока. Мальчик много ездил на гастроли с ними, поэтому часто менял школы. В 15 лет стал самым молодым автором опубликованного комикса («Scraps»). К 16 годам публиковал еженедельные комиксы в ряде виргинских газет. В 19 лет стал ведущим еженедельной программы юмористических скетчей «Шоу Тревора Мура», которая была закрыта через 11 месяцев за содержание, сочтённое неприличным. В течение нескольких следующих лет Мур был штатным сценаристом комедийных программ канала ImaginAsianTV.
В 2000 году Мур поступил в нью-йоркскую Школу изобразительных искусств. С другими студентами создал труппу, выступавшую в комедийных шоу, в основном на сцене Школы изобразительных искусств. К 2005 году труппа приобрела хорошую репутацию, что позволило ей выступить в одном из ведущих клубов Нью-Йорка Caroline’s. В 2006 году проект «Самые белые парни, каких вы только знаете» завоевал приз как лучшая скетч-группа на фестивале комиков HBO, а со следующего года начал выходить в виде сериала на телеканале FUSE TV. Тревор Мур также являлся создателем шоу на канале Disney под названием Just Roll With It, премьера которого состоялась в июне 2019 года.
Мур умер 7 августа 2021 года. В возрасте 41 года, Мур скончался от удара по голове тупым предметом недалеко от своего дома. TMZ сообщило, что Мур упал с балкона верхнего этажа своего дома и получил смертельную травму головы около 2:30 утра 7 августа. Позже выяснилось, что алкоголь был одним из факторов, и никаких других наркотиков в его организме в то время не было, согласно отчетам токсикологии. Ранее Мур написал в Твиттере, что после своей смерти он хотел, чтобы его называли «местной секс-бомбой».

## Избранная фильмография

### В качестве актёра
| Год  | Русское название                          | Оригинальное название    | Роль           |
| ---- | ----------------------------------------- | ------------------------ | -------------- |
| 2007 | Самые белые парни, каких вы только знаете | The Whitest Kids U' Know | различные роли |
| 2009 | Мисс Март                                 | Miss March               | Такер Клейн    |
| 2011 | Лучшая охрана                             | Breaking In              | Джош Армстронг |

### В качестве сценариста и режиссёра
| Год  | Русское название                          | Оригинальное название    |
| ---- | ----------------------------------------- | ------------------------ |
| 2007 | Самые белые парни, каких вы только знаете | The Whitest Kids U' Know |
| 2009 | Мисс Март                                 | Miss March               |